# Ålevatten (Romelanda socken, Bohuslän)
Ålevatten är en sjö i Kungälvs kommun i Bohuslän och ingår i Göta älvs huvudavrinningsområde. Ålevatten ligger i Svartedalen Natura 2000-område. Sjön är 8 meter djup, har en yta på 0,0048 kvadratkilometer och befinner sig 123 meter över havet.

## Bilder

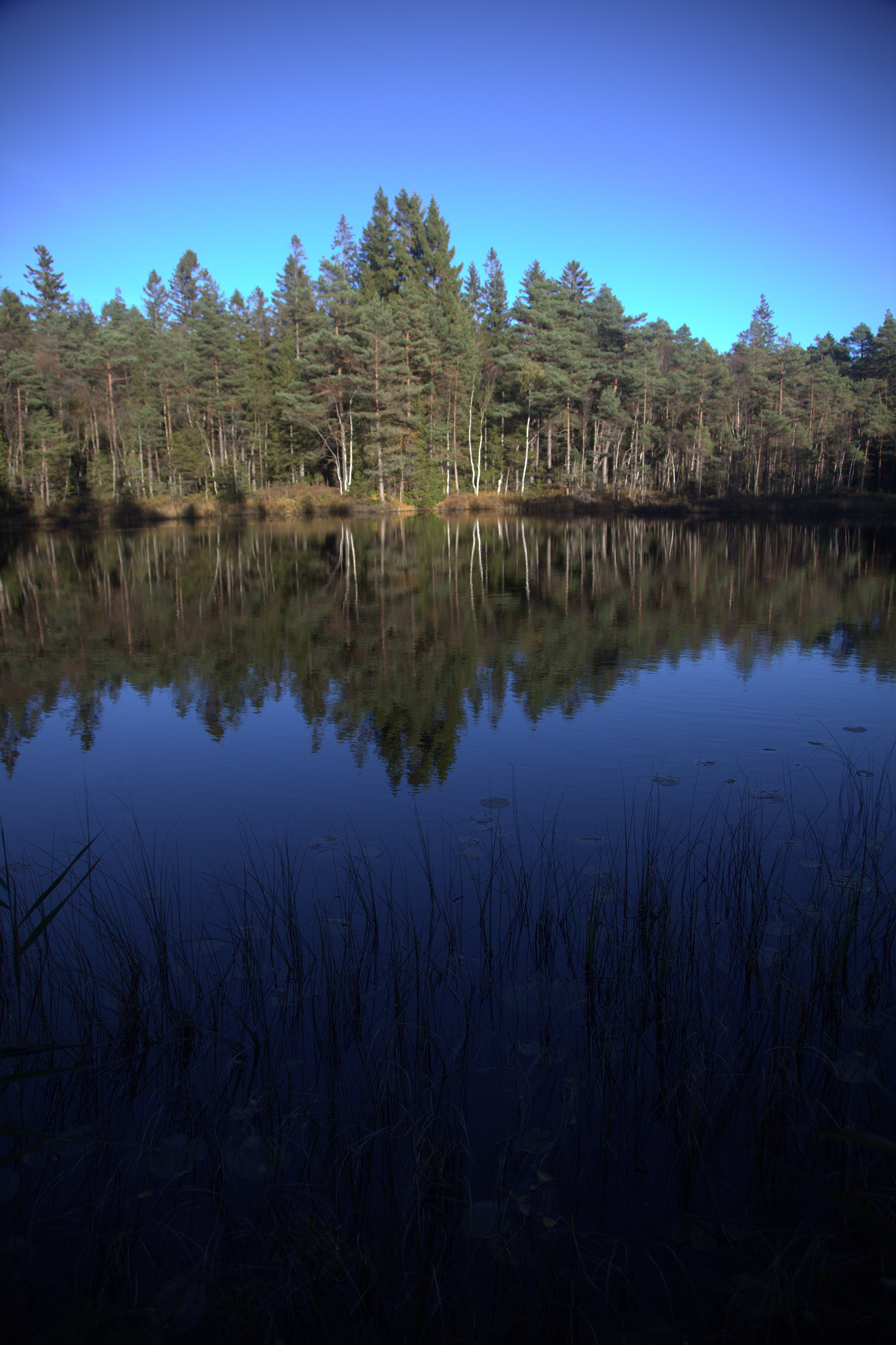
Ålevatten
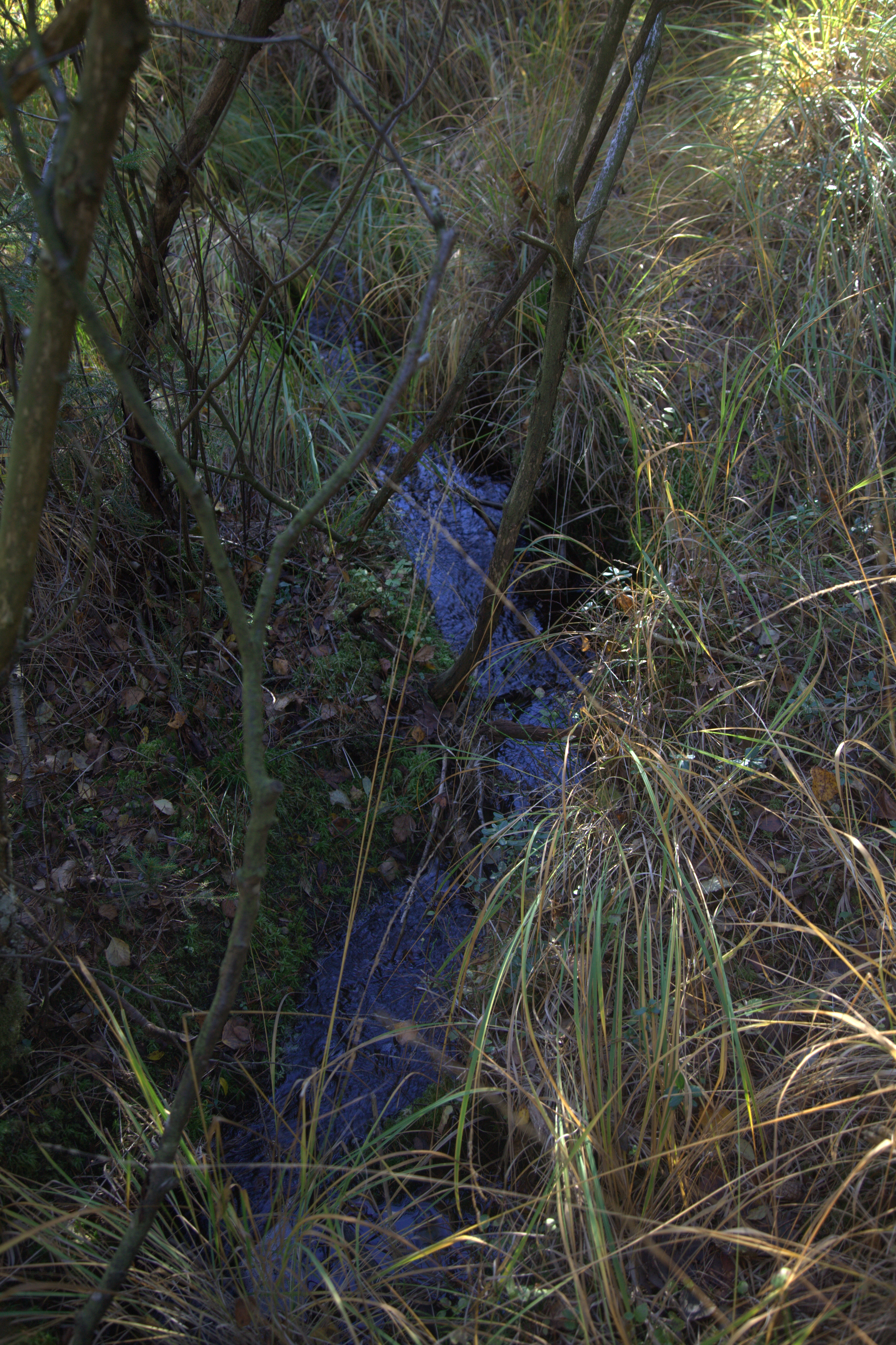
Vattendraget från Ålevatten till Lilla Nöjevatten